# المعصرة (مبين)

تعديل مصدري - تعديل

المعصرة هي إحدى قرى عزلة الجبر بمديرية مبين التابعة لمحافظة حجة، بلغ تعداد سكانها 12 نسمة حسب تعداد اليمن لعام 2004.